# Perry Mason
Perry Mason és una sèrie de televisió estatunidenca de 271 episodis de 52 minuts, en blanc i negre, creada segons les novel·les d'Erle Stanley Gardner i difosa entre el 21 de setembre de 1957 i el 22 de maig de 1966 a la xarxa CBS. El personatge era un advocat que va arribar a aparèixer a 80 novel·les i històries curtes, la majoria de les quals versaven sobre la defensa d'un client que havia estat acusat d'assassinat. En general, Perry Mason era capaç de demostrar la innocència del seu client esbrinant la culpabilitat del verdader assassí, un altre personatge de la història. El personatge de Perry Mason també és molt conegut per les seves aparicions en pel·lícules i a la televisió, incloent-ne una de les sèries d'advocats de major èxit i de major durada, entre 1957 i 1966. També va ser el protagonista d'una altra sèrie entre 1973 i 1974, i de més de 25 llargmetratges realitzats per a la televisió entre 1985 i 1993.
L'autor va ser un dels de més gran registre de vendes de la història. Va aconseguir 135 milions de còpies dels seus llibres impreses als Estats Units només durant l'any de la seva mort (1969).
Una segona sèrie, titulada The New Perry Mason, en quinze episodis de 50 minuts, ha estat difosa entre 16 de setembre de 1973 i el 20 de gener de 1974, també a la xarxa CBS.
Una tercera sèrie, de 26 episodis de 90 minuts, ha estat difosa entre el 1r de desembre de 1985 i el 7 de novembre de 1993 a la xarxa NBC.
La sèrie va ser doblada al català el 1987. El protagonista va ser doblat per Josep Maria Ullod.

## Argument
Aquestes sèries posen en escena els assumptes tractats per Perry Mason, cèlebre advocat de Los Angeles.

### Personatge
El nom "Perry Mason" data de la infantesa del seu creador: Quan era nen, Gardner era lector de la revista Youth's Companion, que es publicava a Boston, Massachusetts, per la Perry Mason Company (més tard rebatejada "Perry Mason & Co. " després de la mort del seu fundador). Quan Gardner va crear el seu advocat de ficció, va manllevar el nom de la companyia que publicava la seva revista infantil favorita.
Gardner va aportar més informació sobre el personatge de Mason en les primeres novel·les. Més tard, en posteriors novel·les i en les sèries i pel·lícules, el personatge deixa de ser descrit profusament, en donar-se per suposat que el lector o l'espectador ja el coneix. A la seva primera novel·la (The Case of the Velvet Claws, 1933), Perry Mason es descriu a si mateix d'aquesta forma:
| « | Us trobareu que sóc un advocat que s'ha especialitzat en el treball processal, i en molt treball criminal. (...) Sóc especialista en treure la gent de problemes. Venen a mi quan estan en tot tipus de problemes, i jo els en trec (...) Si pregunteu per mi a algun advocat de família o d'empresa, probablement us dirà que sóc un advocat sense reputació, sense ètica i sense escrúpols. Si pregunteu per mi a algun company de l'oficina del Fiscal del Districte, us dirà que sóc un perillós antagonista encara que no saben gaire sobre mi. | » |

Gardner crea Mason com un advocat que lluita durament pels seus clients, i que gaudeix dels casos inusuals, difícils o sense esperança. Accepta sovint clients simplement per la seva curiositat en el cas, per molt poc diners, finançant la investigació del cas ell mateix si és necessari.

## Repartiment

### Primera sèrie
- Raymond Burr: Perry Mason
- Barbara Hale: Della Street
- William Hopper: Paul Drake
- William Talman: Hamilton Burger
- Ray Collins: Tinent Arthur Tragg (1957-1964)
- Lee Miller: Sergent Brice (1959-1966)
- Wesley Lau: Tinent Andy Anderson (1964-1965)
- Richard Anderson: Tinent Steve Drumm (1965-1966)
- Karl Held: David Gideon (1961-1962)
- Connie Cezon: Gertrude Lade

### Segona sèrie
- Monte Markham: Perry Mason
- Sharon Acker: Della Street
- Albert Stratton: Paul Drake
- Harry Guardino: Hamilton Burger
- Dane Clark: Tinent Arthur Tragg
- Brett Somers: Gertrude Lade

### Tercera sèrie
- Raymond Burr: Perry Mason
- Barbara Hale: Della Street
- William Katt: Paul Drake Junior
- William R. Moses: Ken Malansky

## Episodis

### Primera sèrie (1957-1966)
Llista episodis

### Segona sèrie (1973-1974)
1. The Case of the Horoscope Homicide
2. The Case of the Prodigal Prophet
3. The Case of the Ominous Oath
4. The Case of the Wistful Widower
5. The Case of the Telltale Trunk
6. The Case of the Deadly Deeds
7. The Case of the Murdered Murderer
8. The Case of the Furious Father
9. The Case of the Cagey Cager
10. The Case of the Jailed Justice
11. The Case of the Spurious Spouse
12. The Case of the Frenzied Feminist
13. The Case of the Perilous Pen
14. The Case of the Tortured Titan
15. The Case of the Violent Valley

### Tercera sèrie (1985-1993)
1. Perry Mason Returns
2. The Case of the Notorious Nun
3. The Case of the Shooting Star
4. The Case of the Lost Love
5. The Case of the Sinister Spirit
6. The Case of the Murderer Madam
7. The Case of the Scandalous Scoundrel
8. The Case of the Avenging Ace
9. The Case of the Lady in the Lake
10. The Case of the Lethal Lesson
11. The Case of the Musical Murders
12. The Case of the All-Star Assassin
13. The Case of the Poisoned Pen
14. The Case of the Desperate Deception
15. The Case of the Silenced Singer
16. The Case of the Defiant Daughter
17. The Case of the Ruthless Reporter
18. The Case of the Maligned Mobster
19. The Case of the Glass Coffin
20. The Case of the Fatal Fashion
21. The Case of the Fatal Framing
22. The Case of the Reckless Romeo
23. The Case of the Heartbroken Bride
24. The Case of the Skin-Deep Scandal
25. The Case of the Telltale Talk Show Host
26. The Case of the Killer Kiss